# August Kundt
August Adolph Eduard Eberhard Kundt (18 novembre 1839, Schwerin, Mecklenburg, Confederació Germànica - 21 maig 1894, Israelsdorf, prop de Lübeck, Imperi Alemany) fou un destacat físic alemany conegut per haver dissenyat el tub de Kundt, un aparell que permet mesurar la velocitat del so en gasos i sòlids.

## Vida
Kundt començà els seus estudis científics a la Universitat de Leipzig, però després anà a la Universitat de Berlín. Al principi es va dedicar a l'astronomia, però sota la influència de Heinrich Gustav Magnus, es passà a l'estudi de la física: Es graduà el 1864 amb una tesi sobre la despolarització de la llum sota la direcció de Magnus. El 1867 es convertí en Privatdozent a la Universitat de Berlín, i l'any següent fou elegit professor de física de l'Institut Politècnic de Zuric; llavors, després d'un any o dos a Würtzburg, fou cridat el 1872 a la nova Universitat d'Estrasburg, on tingué un gran paper en la seva organització, especialment en la part de la construcció de l'Institut de Física. Finalment el 1888 es traslladà a Berlín com a successor de Hermann von Helmholtz en la càtedra de física experimental i la direcció de l'Institut de Física.

## Obra
En el camp de l'acústica desenvolupà un mètode valuós per a la investigació de les ones sonores dins de canonades, basat en el fet que pols finament dividida de licopodi, per exemple, quan es diposita a l'interior d'un tub en el qual s'estableix una columna de vibració d'aire, tendeix a acumular-se en munts en els nodes, la distància entre els quals pot ser mesurada i determinar-ne la longitud d'ona. L'aparell que dissenyà s'anomena tub de Kundt. Una extensió del mètode fa possible la determinació de la velocitat del so en diferents gasos.
En l'estudi de la llum realitzà investigacions en dispersió anòmala, no només en els líquids i vapors, fins i tot en els metalls, que aconseguí obtindre en forma de pel·lícules molt primes per mitjà d'un laboriós procés de deposició electrolítica sobre vidre platinat. També dugué a terme molts experiments en magneto-òptica, i mostrà, el que Faraday havia pogut detectar, la rotació sota la influència de la força magnètica del pla de polarització en certs gasos i vapors.